# Giacobbe e Giuseppe

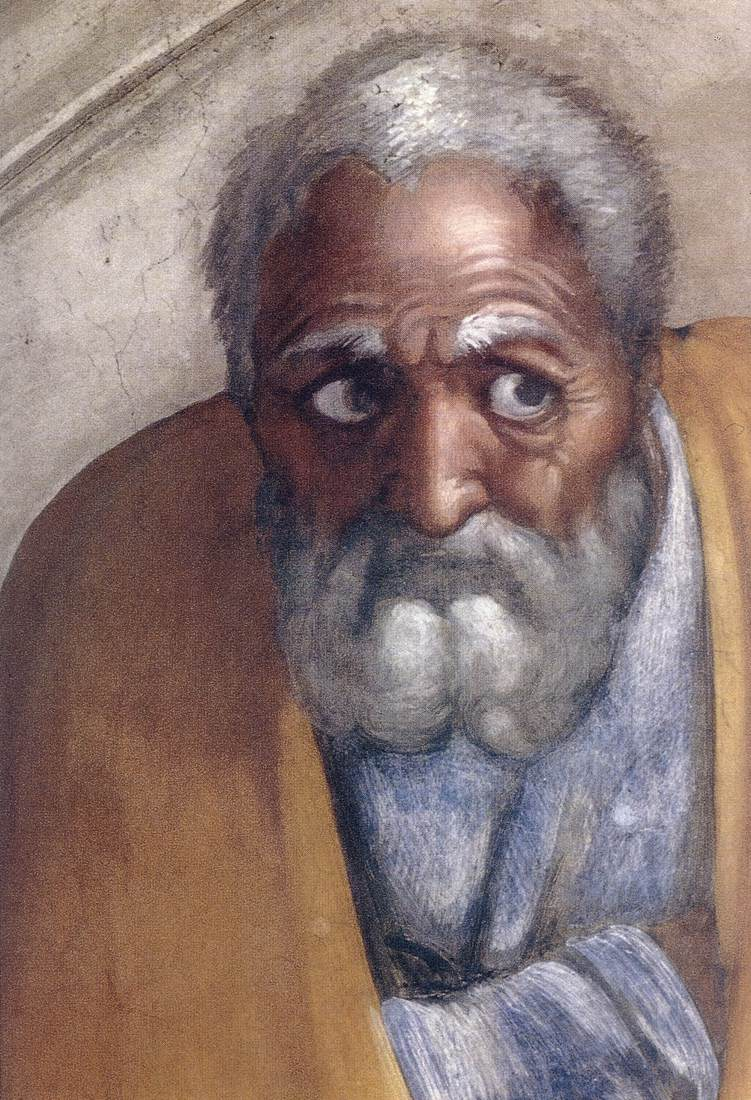
Dettaglio

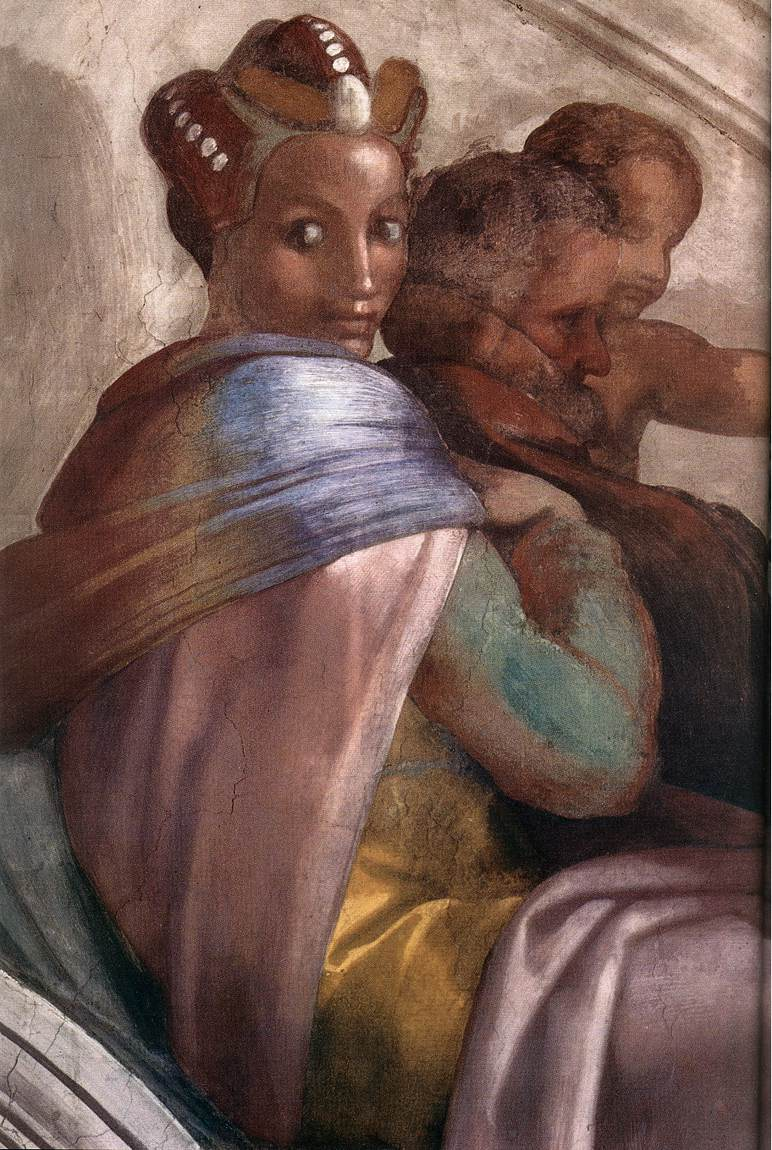
Dettaglio

La lunetta di Giacobbe e Giuseppe venne affrescata da Michelangelo Buonarroti nel 1508 circa e fa parte della decorazione della parete di fondo della Cappella Sistina nei Musei Vaticani a Roma. Venne realizzata nell'ambito dei lavori alla decorazione della volta, commissionata da Giulio II.

## Storia
Le lunette, che contengono la serie degli Antenati di Cristo, furono realizzate, come il resto degli affreschi della volta, in due fasi, a partire dalla parete di fondo, opposta all'altare. Gli ultimi episodi da un punto di vista cronologico delle storie narrate furono quindi le prime a essere dipinte. Nell'estate del 1511 doveva essere terminata la prima metà della Cappella, richiedendo lo smontaggio del ponteggio e la sua ricostruzione nell'altra metà. La seconda fase, avviata nell'ottobre 1511, terminò un anno dopo, appena in tempo per la scopertura del lavoro la vigilia di Ognissanti del 1512.
Tra le parti più annerite della decorazione della cappella, le lunette furono restaurate con risultati stupefacenti entro il 1986.
La lunetta di Giacobbe e Giuseppe fu probabilmente la seconda ad essere dipinta da Michelangelo.

## Descrizione e stile
Le lunette seguono la genealogia di Cristo del Vangelo di Matteo. Giacobbe e Giuseppe erano gli antenati più diretti di Cristo, e la loro lunetta si trova, dando le spalle all'altare, a destra sulla parete di fondo. La finestra che taglia la base è in questo caso semplicemente dipinta. 
La lunetta è organizzata con un gruppo di figure su ciascuna metà, intervallato dal tabellone con i nomi dei protagonisti scritto in capitali romane: "IACOB / IOSEPH". Si tratta dell'unica tabella nella prima metà della cappella senza i modiglioni laterali. 
Giacobbe (secondo l'interpretazione dominante), a sinistra, è corrucciato e perplesso, avvolto in ampio e pesante mantello giallo. Egli domina, per cromia ed espressività, il gruppo familiare, composto anche da una donna e un fanciullo in secondo piano. Il volto di Giacobbe è reso con pennellate fitte e minute, spesso tratteggiate a incrocio, in modo da evidenziare ogni particolare, mentre le figure dietro di lui sono più sommarie. 
A destra una figura femminile, che dovrebbe essere Maria, si volta con la testa verso lo spettatore mentre gli dà la schiena. La sua figura spicca per vivacità e per il risalto dato dal copricapo esotico, con fasce a tricorno e una decorazione e inserti bianchi. Il suo volto sfuma lievemente in profondità, esaltato dal colore cangiante del mantello che le avvolge la spalla in quel punto. 
Il Bambin Gesù è tra le braccia di Giuseppe in penombra, mentre una bambina distende uno specchio verso di lui, compiendo una torsione, forse un'allegoria della Chiesa. 
Giuseppe sarebbe l'uomo sullo sfondo, ma vi sono anche interpretazioni che ribaltano questa ipotesi: Giuseppe sarebbe l'uomo col manto giallo e la donna a destra sarebbe la moglie di Giacobbe. Si tratta però di un'ipotesi meno seguita, poiché la donna ha troppo risalto e il suo mantello rosa è un attributo tipicamente mariano.